# Patricia Mountbatten
Patricia Mountbatten (London, 1924. február 14. – 2017. június 13.) Lajos battenbergi herceg és Lady Edwina Cynthia Annette Ashley első leánya. Egy húga született még, Pamela 1929-ben.
1946. október 26-án nőül ment a vele egyidős John Knatchbull-hoz, Brabourne 7. bárójához, akinek összesen nyolc gyermeket szült:
- Norton Louis Philip (1947. október 8- ), felesége Penelope Meredith Eastwood, egy fiuk és két lányuk született (Nicholas Louis Charles Norton, Alexandra Victoria Edwina Diana és Leonora Louise Mary Elizabeth, aki csupán  ötéves  volt, mikor legyőzte őt a veserák és meghalt.)
- Michael-John Ulick (1950. május 24- ), felesége 1985 júniusától Melissa Claire Owen volt, akitől 1997-ben vált el, egy közös lányuk van, 1999. március 6-án újranősült, Susan Penelope Jane Coates-t vette feleségül, akitől úgyszintén egy leánya született
- Anthony (1952. április 6. Születése után azonnal meghalt.)
- Joanna Edwina Doreen (1955. március 5- ), aki 1984. november 3-án ment nőül Hubert Pernot du Breuil báróhoz, akitől egy lánya született, ám 1995-ben elváltak, s még az év november 19-én ismét férjhez ment, ezúttal a nála 12 évvel idősebb Ariel Zuckerman-hoz, akitől pedig egy fia született
- Amanda Patricia Victoria (1957. június 26- ), 1987. október 31-én hozzáment a vele egyidős Charles Vincent Ellingworth-höz, akitől három fia van
- Philip Wyndham Ashley (1961. december 2- ), 1991, március 16-án nőül vette Atalanta Cowan-t, akitől egy lánya lett, majd válásuk után, 2002. június 29-én ismét megházasodott, ezúttal a nála majdnem 5 évvel fiatalabb Wendy Amanda Leach-et vette el, akitől két fia lett
- Nicholas Timothy Charles (1964. november 18- 1979. augusztus 27.), abban a bombamerényletben halt meg, mely során többek közt Patrícia apja és John Knatchbull édesanyja is életüket vesztették
- Timothy Nicholas Sean, Nicholas ikertestvére (1964. november 18- ), ő is súlyosan megsérült a bombamerényletben, 1998. július 11-én pedig feleségül vette Isabella Julia Norman-t, Bradford 4. grófjának ükunokáját, akitől két fia és három lánya született

2005-ben özvegyült meg, azóta kizárólag unokáinak élt, akik összesen tizennyolcan vannak.